# قائمة الجوائز والترشيحات التي تلقاها أندرو غارفيلد
فيما يلي قائمة بالجوائز والترشيحات التي حصل عليها الممثل أندرو غارفيلد.

## الجوائز الكبرى

### جوائز الأوسكار
جوائز الأوسكار هي مجموعة من الجوائز التي تمنحها أكاديمية فنون وعلوم الصور المتحركة بشكل سنوي للإنجازات السينمائية المتميزة.
| السنة | الفئة     | العمل المُرشح  | العمل المُرشح | النتيجة | مراجع |
| السنة | الفئة     | بالإنجليزية   | بالعربية     | النتيجة | مراجع |
| ----- | --------- | ------------- | ------------ | ------- | ----- |
| 2017  | أفضل ممثل | Hacksaw Ridge | هاكسو ريدج   | فوز     | [ 2 ] |

### جوائز الأكاديمية البريطانية للأفلام
جوائز الأكاديمية البريطانية للأفلام تُمنح بشكل سنوي من قبل الأكاديمية البريطانية لفنون السينما والتلفزيون.
| السنة | الفئة                  | العمل المُرشح       | العمل المُرشح      | النتيجة     | مراجع |
| السنة | الفئة                  | بالإنجليزية        | بالعربية          | النتيجة     | مراجع |
| ----- | ---------------------- | ------------------ | ----------------- | ----------- | ----- |
| 2011  | أفضل ممثل في دور ثانوي | The Social Network | الشبكة الاجتماعية | رُشِّح         | [ 4 ] |
| 2011  | النجم الصاعد           | The Social Network | الشبكة الاجتماعية | رُشِّح         | [ 5 ] |
| 2017  | أفضل ممثل في دور رئيسي | Hacksaw Ridge      | هاكسو ريدج        | في الانتظار |       |

### جوائز غولدن غلوب
جائزة جولدن جلوب تُمنح من قبل أعضاء جمعية رابطة هوليوود للصحافة الأجنبية البالغ عددهم 93، تقديرا للتميز في الأفلام والتلفزيون على الصعيدين المحلي والأجنبي.
| السنة | الفئة                  | العمل المُرشح       | العمل المُرشح      | النتيجة | مراجع |
| السنة | الفئة                  | بالإنجليزية        | بالعربية          | النتيجة | مراجع |
| ----- | ---------------------- | ------------------ | ----------------- | ------- | ----- |
| 2011  | أفضل ممثل مساعد - فيلم | The Social Network | الشبكة الاجتماعية | رُشِّح     | [ 6 ] |
| 2017  | أفضل ممثل - فيلم دراما | Hacksaw Ridge      | هاكسو ريدج        | رُشِّح     | [ 7 ] |

### جوائز نقابة ممثلي الشاشة
جائزة نقابة ممثلي الشاشة مُنحت لأول مرة عام 1995، وتهدف إلى تكريم الإنجازات المتميزة في السينما والتلفزيون.
| السنة | الفئة                              | العمل المُرشح  | العمل المُرشح | النتيجة     | مراجع |
| السنة | الفئة                              | بالإنجليزية   | بالعربية     | النتيجة     | مراجع |
| ----- | ---------------------------------- | ------------- | ------------ | ----------- | ----- |
| 2017  | أفضل أداء من قبل ممثل في دور رئيسي | Hacksaw Ridge | هاكسو ريدج   | في الانتظار | [ 4 ] |

### جوائز توني
جائزة أنطوانيت بيري للتميز في مجال المسرح، المعروفة أكثر باسم جائزة توني، تُمنح للعروض المسرحية الأمريكية المتميزة.
| السنة | الفئة               | العمل المُرشح        | العمل المُرشح   | النتيجة | مراجع  |
| السنة | الفئة               | بالإنجليزية         | بالعربية       | النتيجة | مراجع  |
| ----- | ------------------- | ------------------- | -------------- | ------- | ------ |
| 2012  | أفضل ممثل في مسرحية | Death of a Salesman | موت بائع متجول | رُشِّح     | [ 10 ] |